# The Ides of March
The Ides of March es una banda estadounidense de jazz rock, creada en 1964 por Jim Peterik, que consiguió un éxito mundial con el tema Vehicle (Vehículo), en 1970 que llegaría al N°2 de las listas estadounidenses de Billboard Hot 100. Tras haber desaparecido en 1973, volvió a reunirse, con la formación original, en 1990, continuando hasta hoy.

## Historial

### Comienzos
The Ides of March se formaron en Berwyn, Illinois (un suburbio al oeste de Chicago) en octubre de 1964, con el nombre de "The Shon-Dels". Su primer disco, "Like It Or Lump It", se grabó en su propio sello discográfico, "Epitome", en 1965. 
En 1966, tras cambiar su nombre por el de "The Ides of March" (propuesto por el bajista, Bob Bergland, tras leer el "Julio César" de Shakespeare), la banda grabó su primer sencillo con Parrot Records ("You Wouldn’t Listen"). El disco alcanzó el puesto #7 en las listas de Chicago, y el #42 en el "Billboard Hot 100", en la primavera de 1966. Este disco y los que le siguieron, antes del éxito de "Vehicle" y tras añadir a la banda la sección de metales (trompetas, saxo y trombón), en 1968, bajo la influencia de Blood, Sweat & Tears, han sido reeditados por Sundazed Records en el CD, Ideology.

### El éxito
Tras haber firmado un contrato con Warner, en 1970, la banda publica su sencillo "Vehicle", compuesto y cantado por Jim Peterik, que con el tiempo se convirtió en el disco con las ventas más rápidas de la Warner. La canción está dedicada a una chica de nombre Karen, que de cierto modo usaba a Jim como transporte particular. 47 años más tarde, Jim Peterik sigue casado con Karen, la chica que inspiró el tema Vehicle.
El disco alcanzó el N°2 en las listas de Billboard, y el #1 en las de la revista Cash Box. Cuando el tema se lanzó en las radios, muchos oyentes creyeron que se trataba de un nuevo disco de Blood, Sweat & Tears (que eran muy populares en esa época) dadas las muy parecidas similitudes en las partes vocales con David Clayton Thomas y la sección de viento de B, S & T. Esto es particularmente cierto, por cuanto el riff de metales en "Vehicle" es casi exactamente igual que el que escribió Al Kooper para el tema "More Than You'll Ever Know". El tema formó también parte de la banda sonora original del éxito de taquilla Lock up (Encerrado, en España), (Condena brutal en Latinoamérica) dando ritmo a una escena del film en la que Frank Leone (Silvester Stallone) repara un precioso Mustang  de color rojo junto con sus compañeros de penitenciaría. 
El álbum Vehicle, por su parte, alcanzó el puesto #55 en las listas americanas. 
La banda realizó una gira intensiva en 1970, apareciendo en multitud de actos, entre ellos conciertos de Jimi Hendrix, Janis Joplin y, sobre todo, Led Zeppelin. The Ides Of March estuvieron también entre los participantes en el histórico "Festival Express", documentado en un film de 2003, aunque la banda no aparece en el mismo.
En 1971, la banda publicó su segundo álbum, Common Bond. El single del mismo, fue "L.A. Goodbye", que permaneció como #1 en los charts locales más de cinco semanas, pero que apenas alcanzó el #73 en Billboard. Durante 1972, la banda replanteó su enfoque de los metales, y fichó por RCA Records. Su siguiente disco, World Woven, no tuvo ningún éxito en las listas.
En 1973, apareció el álbum Midnight Oil. Tras su publicación, y ante el escaso éxito, la banda realizó su último concierto de la "primera época" en la Morton West High School en su Berwyn natal, en noviembre.

### Entreacto
Entre 1973 y 1990, The Ides estuvieron fuera de escena, época en la que Jim Peterik fundó la banda Survivor y participó como compositor en todos su éxitos de venta, incluidos "Eye of the Tiger", "The Search Is Over", "High on You" y "I Can’t Hold Back".
Peterik colaboró también en la composición de temas para otros artistas, que consiguieron disco de oro, como es el caso de "Hold On Loosely", "Rockin’ Into The Night", "Fantasy Girl" y "Wild-Eyed Southern Boys" de la banda de rock sureño 38 Special, así como "Heavy Metal", para Sammy Hagar.

### El regreso
En 1990, el ayuntamiento de Berwyn les ofreció una reunión para tocar en su Festival de Verano. El concierto reunió a más de 20.000 personas y los Ides se decidieron a volver a los circuitos en directo. El año siguiente, editaron un EP-CD, de cuatro temas, tirulado "Beware - The Ides Of March".
En 1992, se publicó el recopilatorio Ideology . No fue hasta 1997, que volvieran a grabar, publicando el EP "Age Before Beauty". En 1998 la banda compuso y grabó el tema "Finally Next Year", para conmemorar la Chicago Cubs. El corte se incluyó en un CD titulado The Cubs' Greatest Hits que se vendió en todas la tiendas oficiales de las Grandes Ligas.

### Los años recientes
En 2001, The Ides desarrollaron una amplia gira por todo el país, grabando un directo de dos horas, para XM Satellite Radio, en Washington. Esto coincidió con una campaña publicitaria de General Motors que utilizaba su tema Vehicle.
Un álbum doble, Beware: The Ides Of March Live, grabado en directo en un instituto de Glen Ellyn, Illinois se publicó finalmente en el año 2002. Por su parte, Handmade Records publicó Friendly Strangers, un doble CD recopilatorio de temas de la época con Warner.
En 2004, The Ides of March celebraron sus 40 años de carrera juntos, con una serie de shows multimedia, con Dick Biondi como "maestro de ceremonias" (MC). Un concierto del grupo, con afluencia masiva, celebrado en St. Charles, Illinois, se publicó en el DVD, A Vehicle Through Time.
2005 vio la publicación del CD recopilatorio, Idessentials. El disco incluye temas del pasado("Vehicle", "L.A. Goodbye" and "You Wouldn’t Listen") y versiones de clásicos de Survivor, incluidos "Eye Of The Tiger", "High On You" y "Rebel Girl", así como nuevo material. Se publicó un sencillo del disco, "Come Dancing", y una reedición del primer álbum de la banda, "Like It Or Lump It".